# Condado de Kootenai
El condado de Kootenai (en inglés: Kootenai County), fundado en 1864, es uno de los 44 condados del estado estadounidense de Idaho. En el año 2000 tenía una población de 108.685 habitantes con una densidad poblacional de 34 personas por km². La sede del condado es Coeur d'Alene.

## Geografía
Según la Oficina del Censo, el condado tiene un área total de 3408 km² (1315,8 mi²), de la cual 3225 km² (1245,2 mi²) es tierra y 183 km² (70,7 mi²) (5.36%) es agua.

### Condados adyacentes
- Condado de Bonner - norte
- Condado de Shoshone - este
- Condado de Benewah - sur
- Condado de Spokane - oeste

### Carreteras
- - Interestatal 90
- - US 95
- - SH-3
- - SH-41
- - SH-53
- - SH-54
- - SH-97

## Demografía
En el 2000 la renta per cápita promedia del condado era de $37,754, y el ingreso promedio para una familia era de $42,905. En 2000 los hombres tenían un ingreso per cápita de $33,661 versus $22,113 para las mujeres. El ingreso per cápita para el condado era de $18,430. Alrededor del 10.50% de la población estaba bajo el umbral de pobreza nacional.

## Comunidades

### Ciudades
- Athol
- Coeur d'Alene
- Dalton Gardens
- Fernan Lake Village
- Harrison
- Hauser
- Hayden
- Hayden Lake
- Huetter
- Post Falls
- Rathdrum
- Spirit Lake
- State Line
- Worley

### Comunidades no incorporadas
- Cataldo
- Garwood